# Canisius Golden Griffins

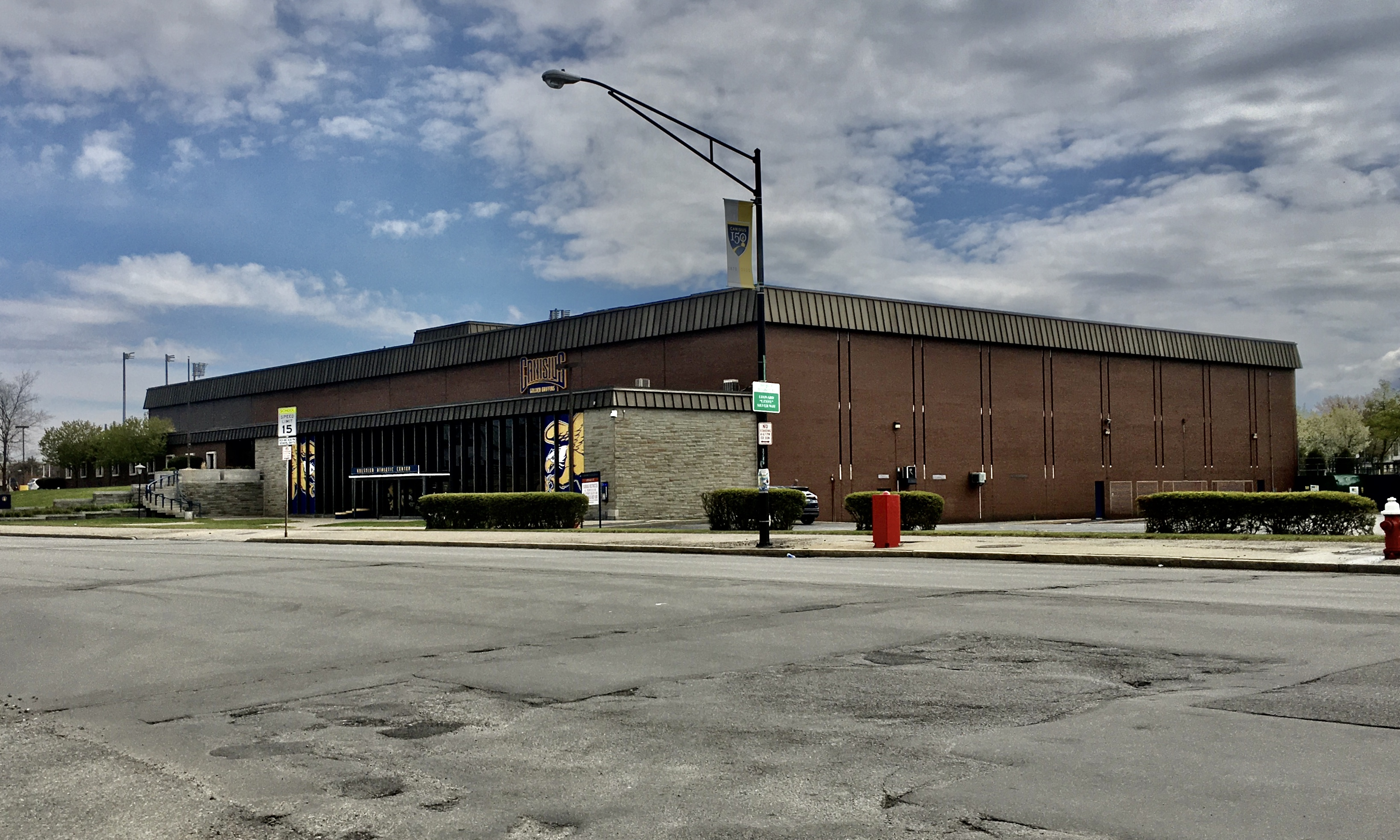
Koessler Athletic Center

Canisius Golden Griffins (en español, Grifos Dorados de Canisius) es la denominación de los equipos deportivos de la Universidad Canisius, institución académica ubicada en Buffalo, Nueva York. Los Golden Griffins participan en las competiciones universitarias organizadas por la NCAA, y forman parte de la Metro Atlantic Athletic Conference en todos los deportes salvo en hockey sobre hielo, que lo hacen en la Atlantic Hockey.

## Apodo y mascota
El apodo de los deportistas de la universidad es el de Golden Griffins, un animal mitológico con cabeza de águila y cuerpo de león. Se adoptó a mediados de los años 1930. El nombre de la mascota es Petey the Griffin.

## Equipos
Los Golden Griffins tienen 17 equipos oficiales, 8 masculinos y 9 femeninos:
| Masculino: - Baloncesto - Fútbol - Campo a través - Lacrosse - Natación - Hockey sobre hielo - Béisbol - Golf | Femenino: - Baloncesto - Fútbol - Campo a través - Lacrosse - Natación - Natación sincronizada - Sófbol - Voleibol - Remo |

## Baloncesto
El equipo de baloncesto masculino ha conseguido el título de la Metro Atlantic Athletic Conference en una ocasión, en 1996, llegando al torneo de postemporada del campeonato nacional en 4 ocasiones, y alcanzando los cuartos de final (Elite Eight) en 1955 y 1956. Un total de 11 jugadores de los Griffs han llegado a jugar como profesionales en la NBA, llegando a ser campeones Johnny McCarthy y Mike Smrek.

## Instalaciones deportivas
- Koessler Athletic Center es el pabellón donde disputan sus partidos el equipo de baloncesto. Tiene una capacidad para 2.196 espectadores y fue construido en 1968.[4]
- Demske Sports Complex es el espacio polideportivo donde disputan sus encuentros los equipos de fútbol, lacrosse, sóftbol y béisbol. Fue inaugurado en 1989 y tiene una capacidad para 1.200 espectadores.[5]